# 登頓 (內布拉斯加州)
登頓（英語：Denton）是位於美國內布拉斯加州蘭開斯特縣的村。

## 人口
根據2020年美國人口普查的數據，登頓的面積為0.32平方千米，皆為陸地。當地共有人口189人，而人口密度為每平方千米591人。